# Cypress-sziget
A Cypress-sziget az Amerikai Egyesült Államok Washington államának Skagit megyéjében fekszik.
Az 1900-as évekig a samish indiánok a területen halásztak, a Guemes-sziget pedig téli üdülőhelyük volt.
José María Narváez spanyol felfedező a szigetnek a San Vincente nevet adta. George Vancouver a borókát ciprusoknak hitte, ezért a területet Cypressnek keresztelte.
A környező vizeket a természeti erőforrásokért felelős minisztérium 2007-ben tájvédelmi körzetnek nyilvánította.

## Fordítás
- Ez a szócikk részben vagy egészben  a   Cypress Island című angol Wikipédia-szócikk ezen változatának fordításán alapul.  Az eredeti cikk szerkesztőit annak laptörténete sorolja fel. Ez a jelzés csupán a megfogalmazás eredetét és a szerzői jogokat jelzi, nem szolgál a cikkben szereplő információk forrásmegjelöléseként.